# Burg Plaveč
Die Burg Plaveč (slowakisch Hrad Plaveč oder Plavečský hrad, ungarisch Palocsai vár) ist die Ruine einer Höhenburg oberhalb des Ortes Plaveč in der nordöstlichen Slowakei. 

## Name
Der Name soll sich vom slawischen Namen der Kumanen (im heutigen Slowakischen Plavci) ableiten, die im 11. und 12. Jahrhundert von ungarischen Königen eingeladen wurden, um die Grenzen des entstehenden ungarischen Staates zu überwachen.

## Geschichte
Die Burg wurde zum ersten Mal 1294 als Palocha schriftlich erwähnt und wurde von einem gewissen Ditrich (oder seinem Sohn Arnold) aus der Zips gebaut, um eine Furt auf dem Weg nach Polen zu sichern. Die Grenzburg wurde königliches Gut und von Karl I. im Jahr 1317 dem Geschlecht Drugeth geschenkt. Nach dem Aussterben der Drugeth erhielt 1366 das Geschlecht Bebek von König Sigismund von Luxemburg die Burg. Um 1427 besaßen die Bebeks das ganze Herrschaftsgebiet der Burg.
Zwischen 1449 und 1458 beherrschten die von den Hussiten ausgegangenen böhmischen Brüder samt dem Anführer Petr Aksamit die Burg. Nachdem die Brüder vom Geschlecht Zápolya vertrieben wurden, behielten diese die Burg bis 1505, als die Witwe von Stephan Zápolya sie dem Geschlecht Horváth schenkte, das fortan als Horváth-Palocsay bekannt war. Dieses Geschlecht ließ die Burg im 16. Jahrhundert im Renaissance-Stil umbauen, ein weiterer aufwändiger Umbau folgte im 17. Jahrhundert, dessen Ergebnis eine Wohnburg wurde, die die mittelalterliche Festung ersetzte. Dadurch wurde sie von der Schleifung im Jahr 1715 verschont. Nach dem letzten Umbau im Jahr 1830 erhielt der Wohnteil das Aussehen eines klassizistischen Schlosses. Die ganze Anlage fiel 1856 einem Brand zum Opfer und ein Jahr danach starb das Geschlecht Palocsay aus. Die herrenlose Burg verfiel langsam, bis in den 1990er Jahren die Mauern des ehemaligen Palas einstürzten, sodass nur kleine Teile der Mauer des Wohnbereichs und einer Bastion erhalten blieben.

## Heutiger Zustand
Seit 2014 wird die Burg saniert und teilweise wiederaufgebaut.